# Adidas Questra

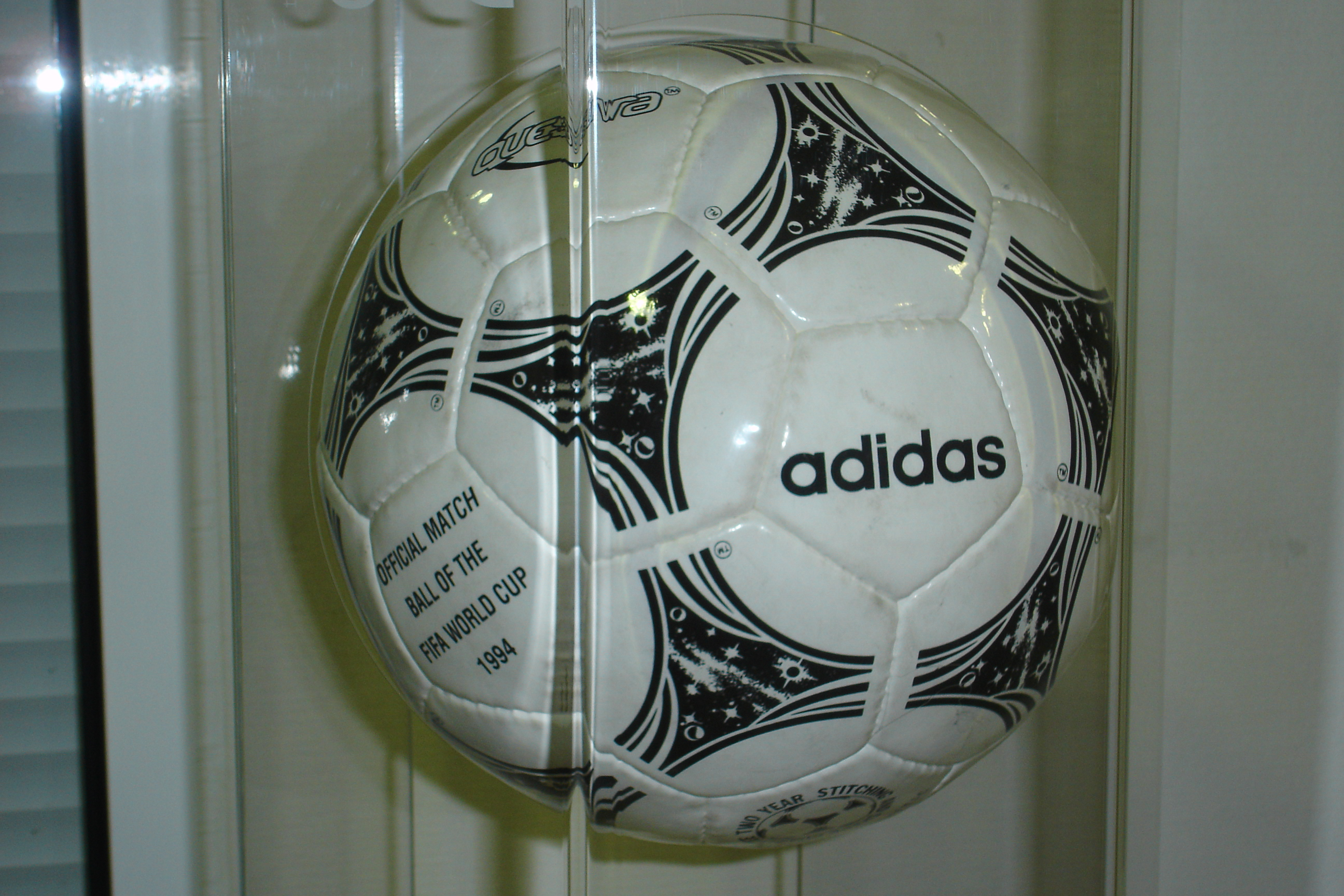
De Adidas Questra (editie WK 1994)

De Questra was de officiële wedstrijdbal tijdens het FIFA-wereldkampioenschap voetbal 1994 in de Verenigde Staten. Hij werd ontworpen en gemaakt door adidas. Het was de eerste bal waarin hightech polyetheenschuim gebruikt werd. Dit maakte hem beter controleerbaar en resulteerde in hogere snelheden. De Questra werd geïnspireerd door ruimtetechnologie en de Amerikaanse "Quest for the stars". De bal werd in 1995 gebruikt tijdens de strijd om de wereldbeker tussen UEFA Champions League-winnaar Ajax en CONMEBOL Libertadores-winnaar Grêmio. Ook in de wereldbeker-edities van 1994, 1996 en 1997 werd de Questra gebruikt als wedstrijdbal. 
De Questra Europa, gebruikt tijdens het Europees kampioenschap voetbal 1996 in Engeland, was een iets geavanceerde versie van de bal die tijdens het WK werd gebruikt. Ook de kleuren werden aangepast aan het gastland. De bal is versierd met drie metaal-blauwe leeuwen en een rode roos. Het was de eerste gekleurde bal tijdens een belangrijk toernooi.
De Questra Olympia die gebruikt werd tijdens de voetbalwedstrijden tijdens de Olympische zomerspelen van 1996 in Atlanta, was in wezen dezelfde bal als de Questra Europa die slechts enkele maanden voordien tijdens het EK gebruikt werd. Enkel de kleuren werden aangepast. Het Olympische vuur diende als versiering voor de bal die daardoor een oranje tint kreeg.